# Lene Garsdal
Lene Garsdal (født 18. januar 1947) er en dansk læge og politiker som har repræsenteret Socialistisk Folkeparti i Folketinget fra 2001 til 2005.

## Biografi fra Folketingets hjemmeside
Lene Garsdal, læge, Nibe
Socialistisk Folkeparti – Folketingsmedlem for Nordjyllands Amtskreds fra 1. okt. 2001 til 8. feb. 2005.
Født 18. januar 1947 i Brønderslev, datter af lærer Gunnar David Hansen og lærer Kirsten Sand Hansen.
Brønderslev Skole 1953-54. Skals Skole 1954-62. Student Viborg Katedralskole 1965. Cand.med. Københavns Universitet 1966-73. Speciallæge i arbejdsmedicin / samfundsmedicin 1990.
Reservelæge på Århus Kommunehospital og Århus Amtssygehus på forskellige afdelinger 1973-77. Kandidatstipendiat på Aalborg Universitetscenter: »Arbejdsplads og erhvervssygdomme« 1977- 80. Reservelæge på Aalborg Sygehus, Aalborg Psykiatriske Sygehus og Hjørring Sygehus på forskellige afdelinger 1980-85. Assisterende arbejdslæge i Arbejdstilsynet kreds Nordjyllands Amt 1985-87. Reservelæge og 1. reservelæge på Arbejdsmedicinsk Klinik, Aalborg Sygehus 1987-93. 1. reservelæge på Arbejdsmedicinsk Klinik, Herning Centralsygehus 1993-94. Arbejdslæge i Arbejdstilsynet kreds Nordjyllands Amt 1994-99. Arbejdslæge i Direktoratet for Arbejdstilsynet, København 1999-2001. Lægefaglig medarbejder i branche-/visionskontor, der dækker industrien i Danmark.
Medlem af repræsentantskabet, Foreningen af Yngre Læger og Reservelægerådet, Aalborg Sygehus 1980-84. Medlem af bestyrelsen, Foreningen af Yngre Arbejdsmedicinere 1985-92. Medlem af amtsbestyrelsen og amtsrepræsentantskabet, SF Nordjylland 1994-99, fortsat medlem af amtsrepræsentantskabet. Tillidsmand for Foreningen af Arbejdslæger, Arbejdstilsynet 1999-2001.
Partiets kandidat i Hjørringkredsen 1996-97 og i Aalborg Nord fra 1997.